# UFC on ABC: Whittaker vs. de Ridder
UFC on ABC: Whittaker vs. de Ridder (conosciuto anche come UFC on ABC 9) è stato un evento di arti marziali miste tenuto dalla Ultimate Fighting Championship il 26 luglio 2025 all'Etihad Arena di Abu Dhabi, negli Emirati Arabi.

## Risultati
|                  | Divisione             |                       |                 |                      | Metodo                                      | Round           | Tempo           | Premio          |
| Card Principale  | Card Principale       | Card Principale       | Card Principale | Card Principale      | Card Principale                             | Card Principale | Card Principale | Card Principale |
| ---------------- | --------------------- | --------------------- | --------------- | -------------------- | ------------------------------------------- | --------------- | --------------- | --------------- |
|                  | Pesi medi             | Reinier de Ridder     | batte           | Robert Whittaker     | Decisione non unanime (47–48, 48–47, 48–47) | 5               | 5:00            |                 |
|                  | Pesi gallo            | Petr Yan              | batte           | Marcus McGhee        | Decisione unanime (29–28, 29–28, 29–28)     | 3               | 5:00            |                 |
|                  | Pesi medi             | Sharabutdin Magomedov | batte           | Marc-André Barriault | Decisione unanime (30–27, 30–27, 30–27)     | 3               | 5:00            | FOTN            |
|                  | Pesi mosca            | Asu Almabayev         | batte           | José Ochoa           | Decisione unanime (30–27, 30–27, 29–28)     | 3               | 5:00            |                 |
|                  | Pesi mediomassimi     | Bogdan Guskov         | batte           | Nikita Krylov        | KO (pugni)                                  | 1               | 4:18            |                 |
| Card Preliminare |                       |                       |                 |                      |                                             |                 |                 |                 |
|                  | Pesi gallo            | Bryce Mitchell        | batte           | Said Nurmagomedov    | Decisione unanime (29–28, 29–28, 29–28)     | 3               | 5:00            |                 |
|                  | Pesi welter           | Muslim Salikhov       | batte           | Carlos Leal Miranda  | KO (pugno)                                  | 1               | 0:42            | POTN            |
|                  | Pesi gallo            | Davey Grant           | batte           | Da'Mon Blackshear    | Decisione unanime (29–28, 29–28, 29–28)     | 3               | 5:00            |                 |
|                  | Pesi paglia femminili | Tabatha Ricci         | batte           | Amanda Ribas         | KO tecnico (gomitata e pugni)               | 2               | 2:59            |                 |
|                  | Pesi mediomassimi     | Billy Elekana         | batte           | İbo Aslan            | Decisione unanime (30–27, 29–28, 29–28)     | 3               | 5:00            |                 |
|                  | Pesi piuma            | Steven Nguyen         | batte           | Mohammad Yahya       | KO tecnico (infortunio all'occhio)          | 2               | 5:00            | POTN            |
|                  | Pesi massimi          | Martin Buday          | batte           | Marcus Buchecha      | Decisione unanime (29–28, 29–28, 29–28)     | 3               | 5:00            |                 |

## Premi
I lottatori premiati ricevettero un bonus di 50.000 dollari.
Legenda:
- FOTN: Fight of the Night (vengono premiati entrambi gli atleti per il miglior incontro dell'evento)
- POTN: Performance of the Night (viene premiato il vincitore per la migliore performance dell'evento)